# Wiktoryn
Wiktoryn – imię męskie, pochodzące od imienia Wiktor, utworzone za pomocą przyrostka oznaczającego przynależność lub pochodzenie.
Wiktoryn imieniny obchodzi: 29 marca, 15 kwietnia, 2 listopada, 8 listopada i 2 grudnia.
Żeński odpowiednik: Wiktoryna

## Osoby noszące imię Wiktoryn
- Wiktoryn – rzymski uzurpator z III wieku n.e.
- św. Wiktoryn z Patawii
- Wiktoryn z Podiebradów – ojciec króla czeskiego Jerzego z Podiebradów
- Wiktoryn z Podiebradów – syn króla czeskiego Jerzego z Podiebradów, hrabia kłodzki w latach 1459–1485
- Wiktoryn Kuczyński (1668–1738) – kasztelan podlaski[4]